# 我孫子市
我孫子市（日语：／ Abiko shi */?）是日本千葉縣西北部東葛地域的市。根据2010年日本國勢調查，往東京都特別區部的通勤率為32.3%，往柏市的通勤率為12.4%。

## 概要
位於利根川與手賀沼之間，鄰茨城縣。JR常磐線與成田線、國道6號與國道356號在市內分歧，為交通要衝。除我孫子宿及布佐市區外大多為農業地帶，1970年代起開始開發為臥城，人口逐漸增加。利根川沿岸、手賀沼沿岸以稻作為主，台地上蔬菜生產盛行。
江戶時代水運興盛，東端的布佐地區是利根川的主要河岸。大正時代至昭和初期，我孫子有「北之鎌倉」之稱，志賀直哉、武者小路實篤、柳宗悅、柏納德·李奇等著名文化人在此擁有別墅，是白樺派重要據點。

## 地理
位於千葉縣西北部東葛飾地域利根川與手賀沼之間的台地，海拔約20公尺，東西約14公里，南北約4～6公里。東南部手賀沼與西北部利根川沿岸多為水田。東南鄰印西市，西南與柏市以手賀沼為界，北與茨城縣取手市、北相馬郡利根町以利根川為界。屬東京40公里圈內。
- 河川：利根川、手賀川（日语：手賀川）、北千葉導水路（日语：北千葉導水路）
- 湖沼：手賀沼、古利根沼（日语：古利根沼）

## 名称来源
我孙子市的平假名为“あびこし”，其中“あびこ”又可以译为“安彦、安孙子、我孙子、吾孙子”。

### 解释
- 可能是与古代“アビコ”氏族或姓有关的地名，起源于“ア（接头词）·ヒコ（彦，原始姓氏）；
- 可能是アバ（褫）·コ（处）的变形，地名意思是“被破坏的地方”。[2]

## 歷史
舊石器時代起就有人類在此居住。江戶時代時，利根川水運興盛，加上水戶街道的我孫子宿，是交通要地之一。明治時代後，利根川水運逐漸衰退，不過在JR常磐線、成田線開通後人口開始成長。
1911年（明治44年），嘉納治五郎建造別墅。嘉納購入現在我孫子市白山的土地，打造名為「嘉納後樂農園」的農園。嘉納之甥柳宗悅在1914年移居此地，1915年志賀直哉遷居於此。1916年，武者小路實篤遷入本地，1922年瀧井孝作建造住居。接著中勘助也暫住此地。加上在柳宗悅住家內築窯的柏納德·李奇，成為白樺派的活動據點。
其他文化人或學者有村川堅固（西洋史學者）與杉村楚人冠（記者、散文家）、柳田國男（民俗學者）、坂西志保（教育家）等。
1929年（昭和4年），嘉納治五郎與杉村楚人冠的奔走下，我孫子高爾夫倶樂部創立，是關東著名的球場。追隨我孫子市出身的高爾夫指導者林由郎為師的青木功、尾崎將司等弟子們稱「我孫子一門」。

### 自治體歷史
- 1889年（明治22）4月1日 - 町村制施行，南相馬郡（日语：南相馬郡）我孫子町、湖北村（日语：湖北村）、布佐町（日语：布佐町）成立。
  - 我孫子町 ← 我孫子宿，我孫子村新田，下戶村，高野山村，青山村，柴崎村，岡發戶村，都部村，高野山新田，岡發戶村新田，都部村新田，都部新田
  - 湖北村 ← 中里村，中峠村，新木村，古戶村，日秀村，中里村新田，新木村下，中峠村下，日秀村新田
  - 布佐町 ← 布佐町，江藏地新田，布佐下新田，淺間前新田，大作新田，相島新田，三河屋新田
- 1897年（明治30）4月 - 南相馬郡併入東葛飾郡（日语：東葛飾郡），為東葛飾郡我孫子町、湖北村、布佐町。
- 1954年（昭和29）11月1日 - 東葛飾郡富勢村（日语：富勢村）一部分併入我孫子町。（剩餘併入東葛市〔現在的柏市〕。）
- 1955年（昭和30）4月29日 - 我孫子町、湖北村、布佐町合併成立新制的我孫子町。
- 1970年（昭和45）7月1日 - 市制施行，為我孫子市，是全國第565、縣內第22個市。
- 2002年（平成14）4月 - 平成大合併浪潮，與周邊的柏市、沼南町（日语：沼南町）組成「柏市、我孫子市、沼南町社區營造研究會」。
- 2003年（平成15）2月 - 公投脫離「社區營造研究會」。
- 2011年（平成23）3月 - 東日本大地震，布佐地區等地發生土壤液化。布佐地區的土壤液化現象

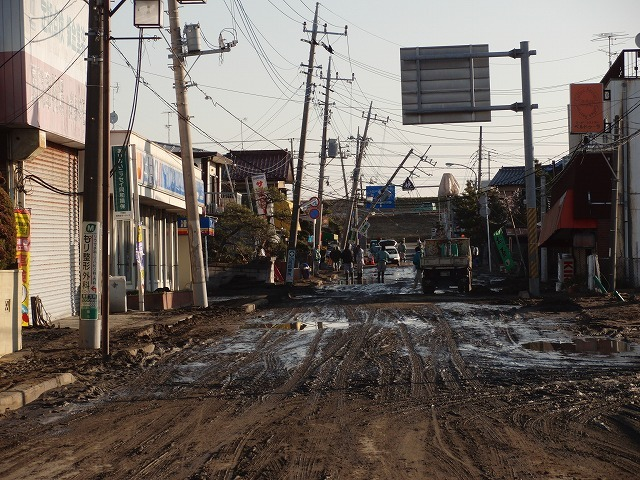
布佐地區的土壤液化現象

- 2012年（平成24）5月19日 - 利根川測出有害物質甲醛，縣內3座淨水場停止運轉，我孫子市、柏市、野田市、流山市、八千代市停水。

## 人口
| 我孫子市人口分布圖 |                                                 |  |
| 我孫子市與日本全國年齡別人口分布比較圖 （2005年資料） | 我孫子市的年齡、男女別人口分布圖 （2005年資料） |  |
| ■紫色是我孫子市 ■綠色是全国 | ■藍色是男性 ■紅色是女性                         |  |
| 我孫子市人口變化 \| 1970年 \| 49,240人 \| \| \| 1975年 \| 76,218人 \| \| \| 1980年 \| 101,061人 \| \| \| 1985年 \| 111,659人 \| \| \| 1990年 \| 120,628人 \| \| \| 1995年 \| 124,257人 \| \| \| 2000年 \| 127,733人 \| \| \| 2005年 \| 131,205人 \| \| \| 2010年 \| 134,017人 \| \| \| 2015年 \| 131,606人 \| \| \| 2020年 \| 130,510人 \| \| |                                                 |  |
| 資料來源：日本總務省統計中心提供之人口普查數據 |                                                 |  |
| 1970年 | 49,240人                                        |  |
| 1975年 | 76,218人                                        |  |
| 1980年 | 101,061人                                       |  |
| 1985年 | 111,659人                                       |  |
| 1990年 | 120,628人                                       |  |
| 1995年 | 124,257人                                       |  |
| 2000年 | 127,733人                                       |  |
| 2005年 | 131,205人                                       |  |
| 2010年 | 134,017人                                       |  |
| 2015年 | 131,606人                                       |  |
| 2020年 | 130,510人                                       |  |

## 行政
- 與柏市在每年8月初舉行柏、我孫子花火大會in手賀沼。
- 與利根川對岸的茨城縣取手市共享公共設施。

### 市長
- 市長：星野順一郎（日语：星野順一郎）（ほしのじゅんいちろう，第四任）

### 市町村合併
過去曾與流山市、柏市、東葛飾郡沼南町成立合併研究會。後因民意調查顯示不支持合併，於2003年2月退出合併研究會。
現在有與野田市、柏市、流山市、松戶市、鎌谷市等「東葛6市」合併成為政令指定都市的構想，6市組成的東葛廣域行政連絡協議會內已設立「政令指定都市研究會」進行調查與研究。

## 立法

### 市議會
- 席次：24名
- 任期：2011年（平成23年）12月1日～2015年（平成27年）11月30日
- 議長：木村得道（きむら とくみち，公明黨，第三任）
- 副議長：椎名幸雄（しいな ゆきお，清風會，第二任）

| 黨派       | 席次 |
| ---------- | ---- |
| 清風會     | 6    |
| 我孫子未來 | 4    |
| 公明黨     | 4    |
| 無所屬網路 | 1    |
| 綠政       | 2    |
| 無黨派     | 5    |
| 合計       | 22   |

### 千葉縣議會（我孫子市選舉區）
- 席次：2名
- 任期：2015年（平成27年）4月～2019年（平成31年）4月

| 姓名                    | 黨派                       | 當選次數 |
| ----------------------- | -------------------------- | -------- |
| 今井勝（いまい まさる） | 自由民主黨千葉縣議會議員會 | 3        |
| 水野友貴（みずのゆうき  | 無所屬                     | 1        |

## 地域

### 名勝、古蹟
- 別墅、宅邸
  - 嘉納治五郎別墅舊址
  - 舊武者小路實篤邸
  - 志賀直哉別墅舊址
  - 舊村川別墅（舊村川堅固（日语：村川堅固）別墅）
  - 楚人冠公園（舊杉村楚人冠（日语：杉村楚人冠）邸）
  - 岡田武松（日语：岡田武松）邸舊址
  - 近衛文麿別墅舊址
- 文化設施
  - 山階鳥類研究所（日语：山階鳥類研究所）
  - 我孫子市鳥博物館（日语：我孫子市鳥の博物館）
  - 白樺文學館
  - 相島芸術文化村（井上家住宅是登錄有形文化財）
  - 我孫子宿名主邸舊址
  - 舊根戶新田名主邸
- 神社、佛閣
  - 竹內神社 - 每年秋季舉行大規模祭典。
  - 將門神社 - 當地有將門傳說。
  - 子之神大黑天 - 源賴朝傳說。
  - 柴崎神社 - 日本武尊傳說。
- 自然
  - 千葉縣手賀沼親水廣場
  - 布佐河岸跡
  - 利根川、古利根川（日语：古利根川）風景
  - 手賀沼風景

### 公園、自然

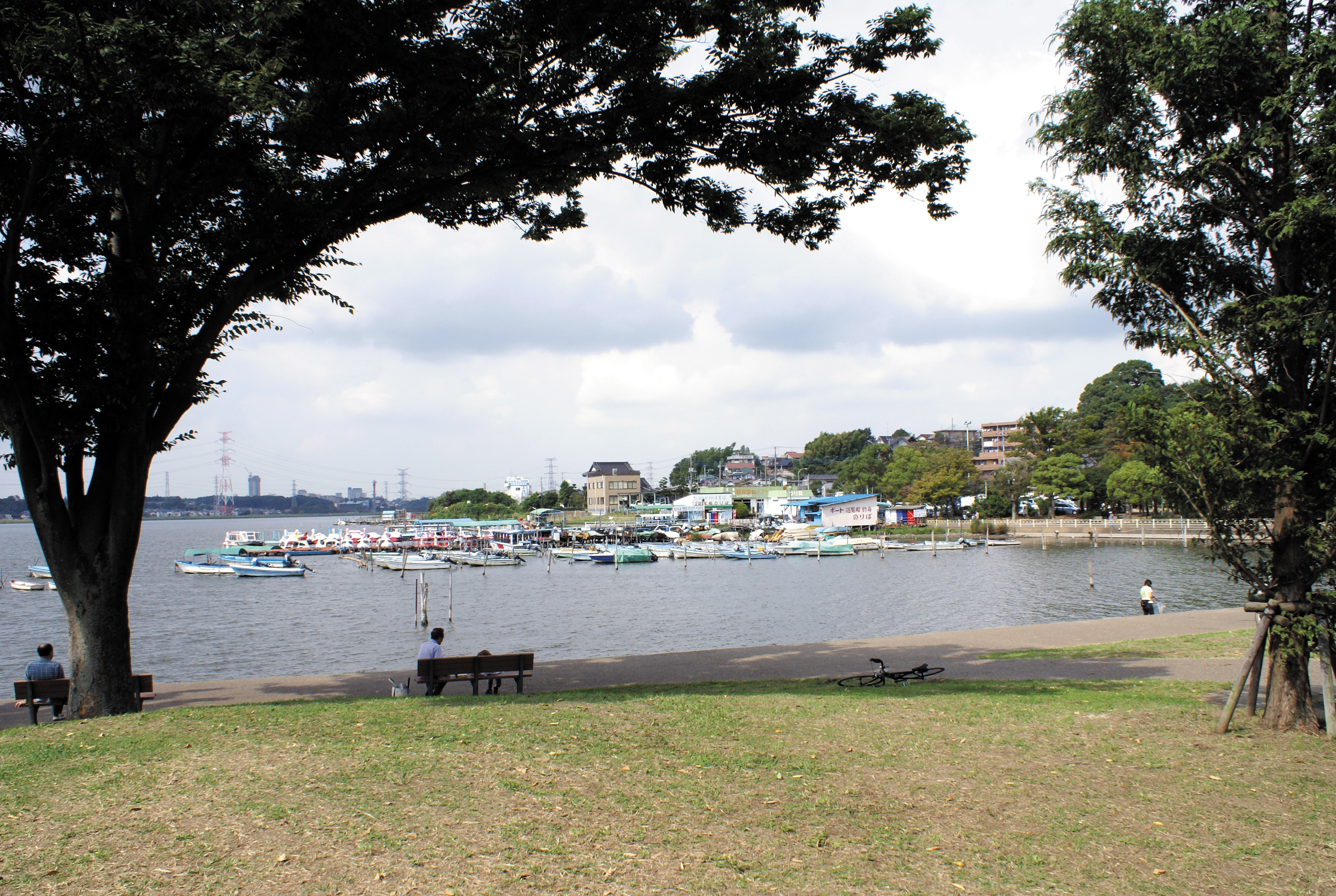
手賀沼公園

- 氣象台紀念公園
- 湖北台中央公園
- 五本松公園
- 手賀沼公園
- 利根川悠悠（ゆうゆう）公園
- 中峠龜田谷公園
- 宮之森公園
- 古利根公園「自然觀察之森」
- 根戶船戶綠地
- 岡發戶市民之森
- 中里市民之森
- 布佐市民之森
- 谷津博物館

### 名產
- 江戶神輿－千葉縣指定傳統的工藝品
- 鯉料理
- 鰻魚料理
- 白樺派咖哩（日语：白樺派のカレー）

### 運動
橄欖球
- 日本橄欖球TOP聯盟（日语：ジャパンラグビートップリーグ）
  - NEC綠火箭（日语：NECグリーンロケッツ）

每年7月在NEC我孫子事業場橄欖球場舉行「我孫子橄欖球節」（あびこラグビーフェスタ）。
足球
- 日本職業足球聯盟（J聯盟）
  - 柏雷素爾

主場在柏市，活動範圍包括東葛地域的我孫子、鎌谷、流山、野田、松戶、白井、印西8市。

### 主要活動
- 手賀沼花火大會
- 手賀沼鐵人三項（手賀沼トライアスロン）
- 手賀沼生態馬拉松（手賀沼エコマラソン）
- Japan Bird Festival（ジャパンバードフェスティバル）

### 住宅團地
- 湖北台團地
- 我孫子新木團地
- 新木（あらきの）團地

## 教育

### 小學校
- 我孫子市立 
  - 我孫子第一小學校（日语：我孫子市立我孫子第一小学校）
  - 我孫子第二小學校（日语：我孫子市立我孫子第二小学校）
  - 我孫子第三小學校（日语：我孫子市立我孫子第三小学校）
  - 我孫子第四小學校（日语：我孫子市立我孫子第四小学校）
  - 並木小學校（日语：我孫子市立並木小学校）
  - 根戶小學校（日语：我孫子市立根戸小学校）
  - 高野山小學校（日语：我孫子市立高野山小学校）
  - 湖北台西小學校（日语：我孫子市立湖北台西小学校）
  - 湖北台東小學校（日语：我孫子市立湖北台東小学校）
  - 湖北小學校
  - 新木小學校
  - 布佐小學校（日语：我孫子市立布佐小学校）
  - 布佐南小學校（日语：我孫子市立布佐南小学校）

### 中學校
- 我孫子市立 
  - 我孫子中學校（日语：我孫子市立我孫子中学校）
  - 白山中學校（日语：我孫子市立白山中学校）
  - 久寺家中學校（日语：我孫子市立久寺家中学校）
  - 湖北中學校
  - 湖北台中學校（日语：我孫子市立湖北台中学校）
  - 布佐中學校（日语：我孫子市立布佐中学校）

### 高等學校
- 千葉縣立
  - 我孫子高等學校（日语：千葉県立我孫子高等学校）
  - 我孫子東高等學校（日语：千葉県立我孫子東高等学校）
- 私立
  - 中央學院高等學校（日语：中央学院高等学校）
  - 我孫子二階堂高等學校（日语：我孫子二階堂高等学校）

### 特別支援學校
- 千葉縣立我孫子特別支援學校

### 大學

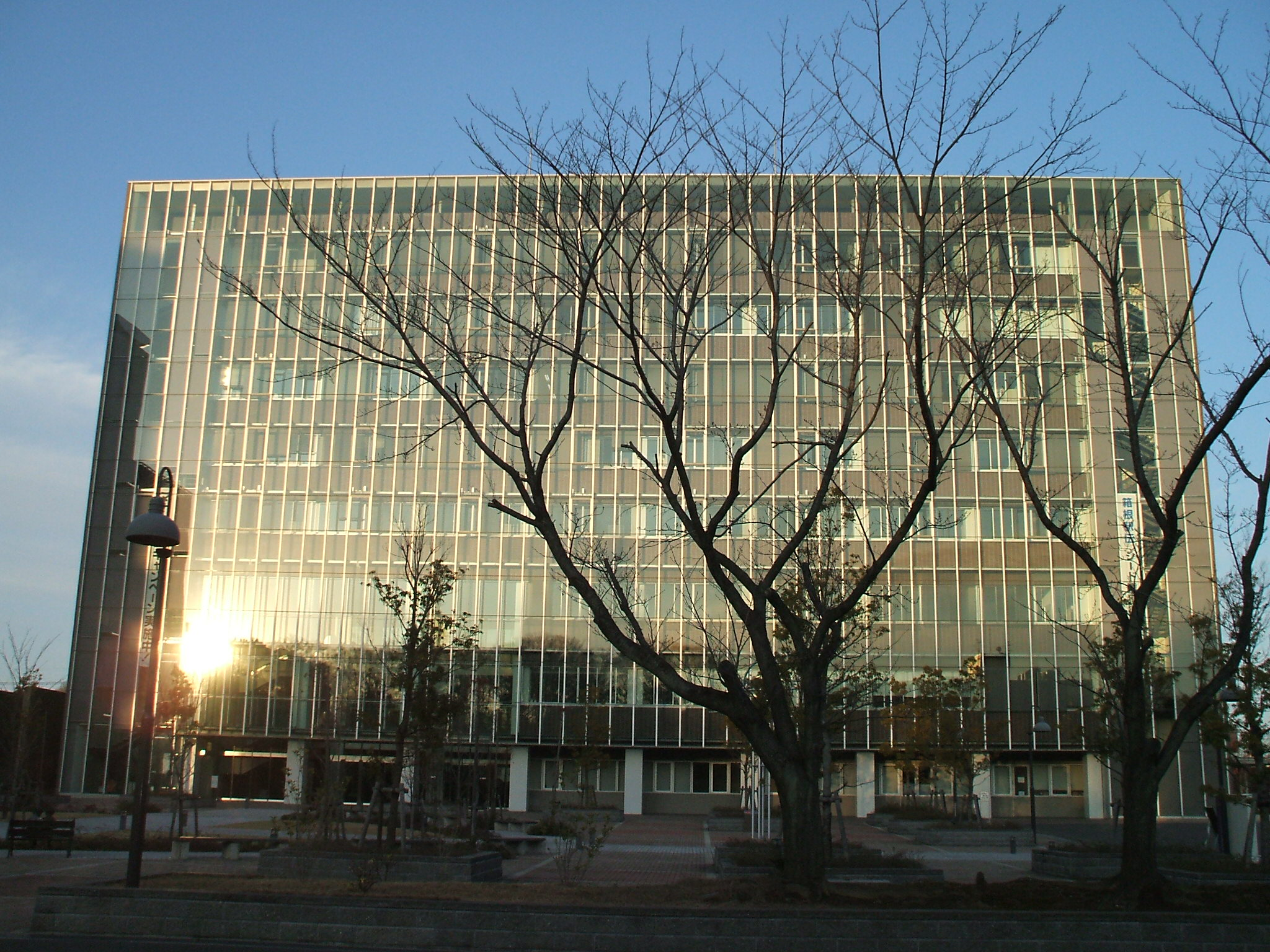
中央学院大学

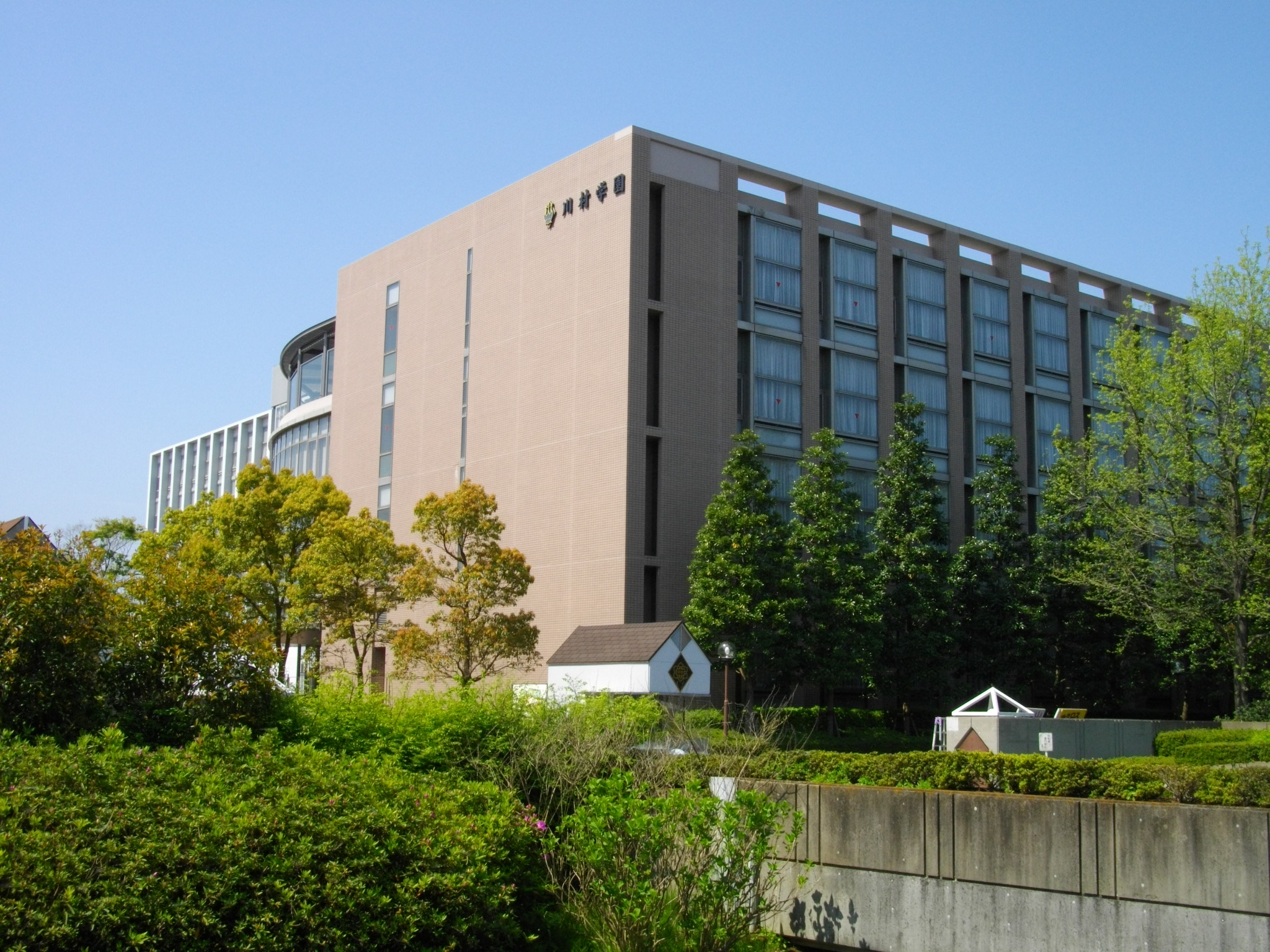
川村学園女子大学

- 私立
  - 中央學院大學（日语：中央学院大学）
  - 川村學園女子大學（日语：川村学園女子大学）

### 近鄰中心
- - 布佐南近鄰中心
  - 天王台北近鄰中心
  - 根戶近鄰中心
  - 新木近鄰中心
  - 湖北台近鄰中心
  - 久寺家近鄰中心
  - 近鄰中心こもれび（近隣センターこもれび）
  - 我孫子南近鄰中心
  - 近鄰中心ふさの風（近隣センターふさの風）

## 交通

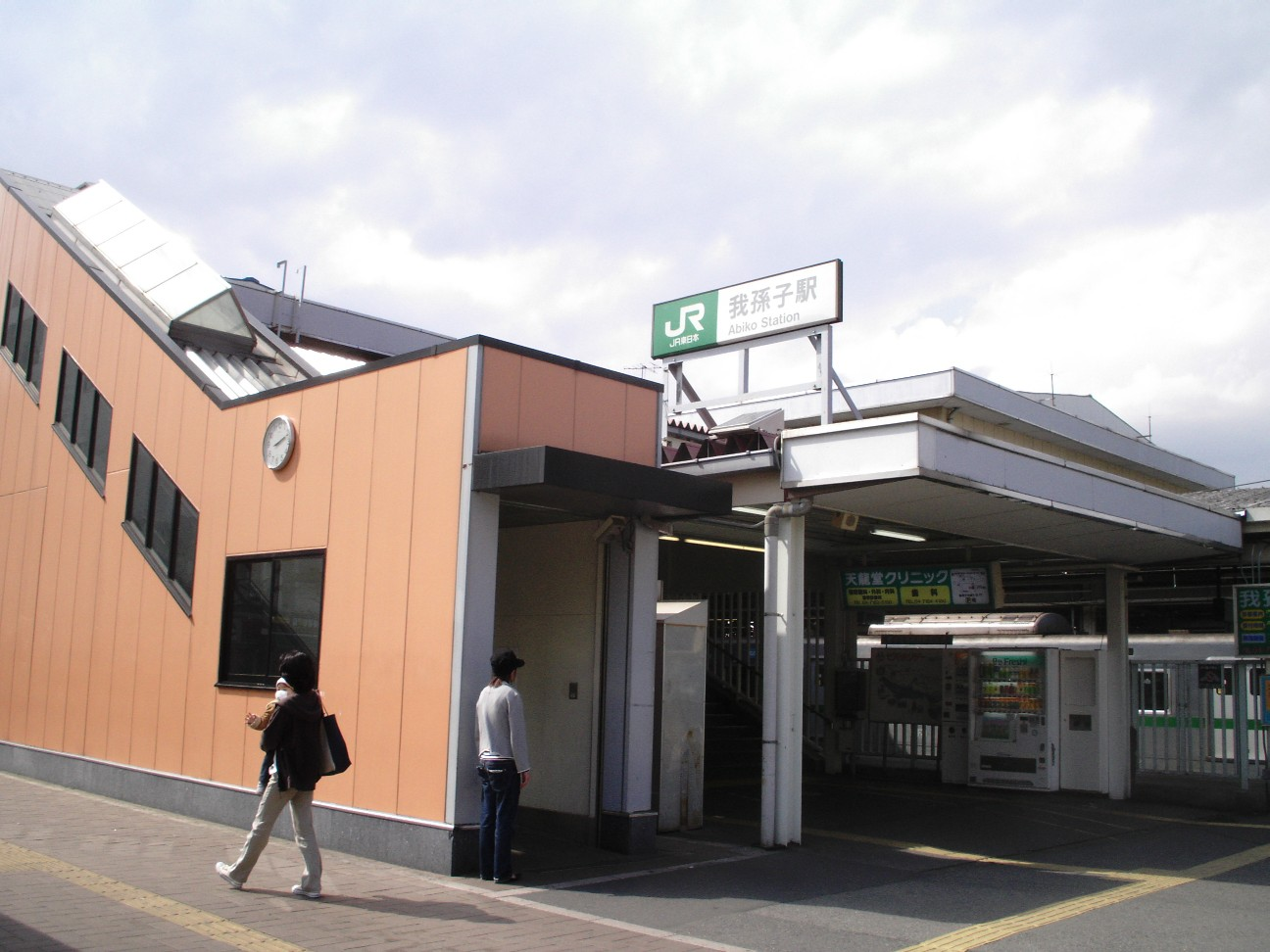
我孫子站
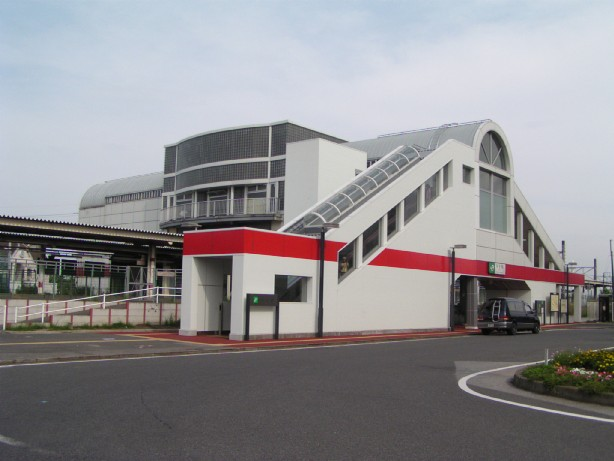
布佐站

### 鐵路
東日本旅客鐵道
- 常磐快速線：我孫子站 - 天王台站
- 常磐緩行線：我孫子站 - 天王台站
- 成田線：我孫子站 - 東我孫子站 - 湖北站 - 新木站 - 布佐站

### 巴士
- 阪東自動車（日语：阪東自動車）
- 大利根交通自動車（日语：大利根交通自動車）
- 東武巴士東西柏營業事務所（日语：東武バスイースト西柏営業事務所）
柏站、北柏站（北柏站入口） - 縣道7號（日语：千葉県道7号我孫子関宿線）方向的路線巴士雖通過根戶地區，但未設巴士站。
- 市民巴士（ABIBUS）
「新木線」，「榮、泉、並木線」，「船戶、台田線」，「布施線」，「根戶線」

### 道路
一般國道
- 國道6號
- 國道294號（日语：国道294号）（與國道6號重複）
- 國道356號（日语：国道356号）

都道府縣道
- 主要地方道
  - 千葉縣道·茨城縣道4號千葉龍崎線（日语：千葉県道・茨城県道4号千葉竜ヶ崎線）
  - 千葉縣道7號我孫子關宿線（日语：千葉県道7号我孫子関宿線）
  - 千葉縣道8號船橋我孫子線（日语：千葉県道8号船橋我孫子線）（船取縣道）
- 一般縣道
  - 千葉縣道·茨城縣道170號我孫子利根線（日语：千葉県道・茨城県道170号我孫子利根線）（利根水鄉線（日语：利根水郷ライン）、青山繞道）
  - 千葉縣道195號我孫子停車場線（日语：千葉県道195号我孫子停車場線）
  - 千葉縣道196號湖北停車場線（日语：千葉県道196号湖北停車場線）
  - 千葉縣道197號布佐停車場線（日语：千葉県道197号布佐停車場線）

## 知名人士
- 磯崎憲一郎 - 小說家。《最終的棲身處》獲得第141回芥川賞
- 金子誠 - 職棒選手
- 青木功 - 職業高爾夫球手

## 外部連結
行政
- 我孫子市 （页面存档备份，存于）